# Felix Steiner
Felix Martin Julius Steiner (Nesterov, 23 de maio de 1896 — Munique, 12 de maio de 1966) foi um oficial alemão do Reichswehr e da Waffen-SS que serviu tanto na Primeira quanto na Segunda Guerra Mundial.
Steiner se tornou um dos líderes mais proeminentes da Waffen-SS Nazista. Ele comandou o Regimento SS-Deutschland durante a invasão da Polônia, França e dos Países Baixos. Ele foi escolhido por Heinrich Himmler para supervisionar a criação e comandar a divisão de voluntários da SS, a Divisão Wiking. Em 1943, ele foi promovido a comandante do 3º Exército Panzer da SS.
No dia 28 de janeiro de 1945, Steiner foi posto no comando do 11º Exército Panzer da SS.
Já no dia 21 de abril, durante a batalha por Berlim, Steiner foi posto no comando do chamado "Exército Steiner". No dia 22 de abril, os russos superavam seus homens em 10 para 1. Hitler deu ordens para que Steiner movesse suas forças e atacasse os soviéticos pelos flancos numa tentativa desesperada de salvar Berlim. Mais tarde, Steiner mandou uma mensagem ao Führer dizendo que ele e suas tropas não tinham condições de atacar devido a precariedade da situação. Em 22 de abril, ao tomar conhecimento da mensagem, Hitler teve um ataque de raiva ao descobrir que suas ordens não foram cumpridas e que Steiner não viria em sua ajuda.
Preso em 1945, ele só foi solto pelos soviéticos em 1948. Steiner acabou sendo inocentado das acusações de crimes de guerra e durante o restante de sua vida escreveu vários livros. Ele faleceu em 12 de maio de 1966.

## Resumo da carreira SS
Promoções
- 1 de junho de 1936: entrada na SS-Verfügungstruppe como Standartenführer
- Começou a Segunda Guerra Mundial como SS-Oberführer
- 9 de novembro de 1940: promovido SS-Brigadeführer e Generalmajor der Waffen-SS
- 1 de janeiro de 1942: promovido SS-Gruppenführer e Generalleutnant der Waffen-SS
- 1 de julho de 1943: promovido SS-Obergruppenführer e General der Waffen-SS

Prêmios
- Cruz de Ferro (1914) 2ª classe (9 de outubro de 1914) e 1ª classe (3 de novembro de 1917)
- Distintivo de Ferido (1918) em Preto
- Clasp to the Iron Cross (1939) 2ª classe (17 de setembro de 1939) e 1ª classe (26 de setembro de 1939)
- Cruz Germânica em Ouro em 22 de abril de 1942 como SS-Gruppenführer e Generalmajor da Waffen-SS com a 5ª Divisão Panzergrenadier SS Wiking
- 159ª Cruz de Cavaleiro da Cruz de Ferro com Folhas de Carvalho em 23 de dezembro de 1942
- 86ª Cruz de Cavaleiro da Cruz de Ferro com Folhas de Carvalho e Espadas em 10 de agosto de 1944
- Ordem da Cruz da Liberdade